# Sent Laurenç de Daglan
Sent Laurenç de Valech (en francès Saint-Laurent-la-Vallée) és un municipi francès situat al departament de la Dordonya i a la regió de la Nova Aquitània.

## Demografia
| 1962                                       | 1968 | 1975 | 1982 | 1990 | 1999 | 2007 |
| ------------------------------------------ | ---- | ---- | ---- | ---- | ---- | ---- |
| 344                                        | 316  | 280  | 238  | 258  | 270  | 257  |
| Des de 1962: població sense dobles comptes |      |      |      |      |      |      |

## Administració
| Període   | Identitat        | Partit |
| --------- | ---------------- | ------ |
| 1989-2008 | Alfred Dufour    |        |
| 2008-     | Nadine Friconnet |        |